# ۳۵۹ (قمری)
۳۵۹ (قمری)، سیصد و پنجاه و نهمین سال در گاهشماری هجری قمری است. اول محرم این سال برابر با نوزدهم نوامبر سال ۹۶۹ میلادی است.

## رویدادها
- ۱۴ رمضان - آغاز بنای دانشگاه الازهر در قاهره توسط فاطمیان

## زادگان
- سید رضی عالم شیعه و گردآورنده نهج‌البلاغه